# .tc
.tc is het achtervoegsel van domeinen van websites uit de Turks- en Caicoseilanden.